# Třebařov
Třebařov (deutsch: Triebendorf) ist eine Gemeinde im Okres Svitavy (Tschechien).

## Geographie

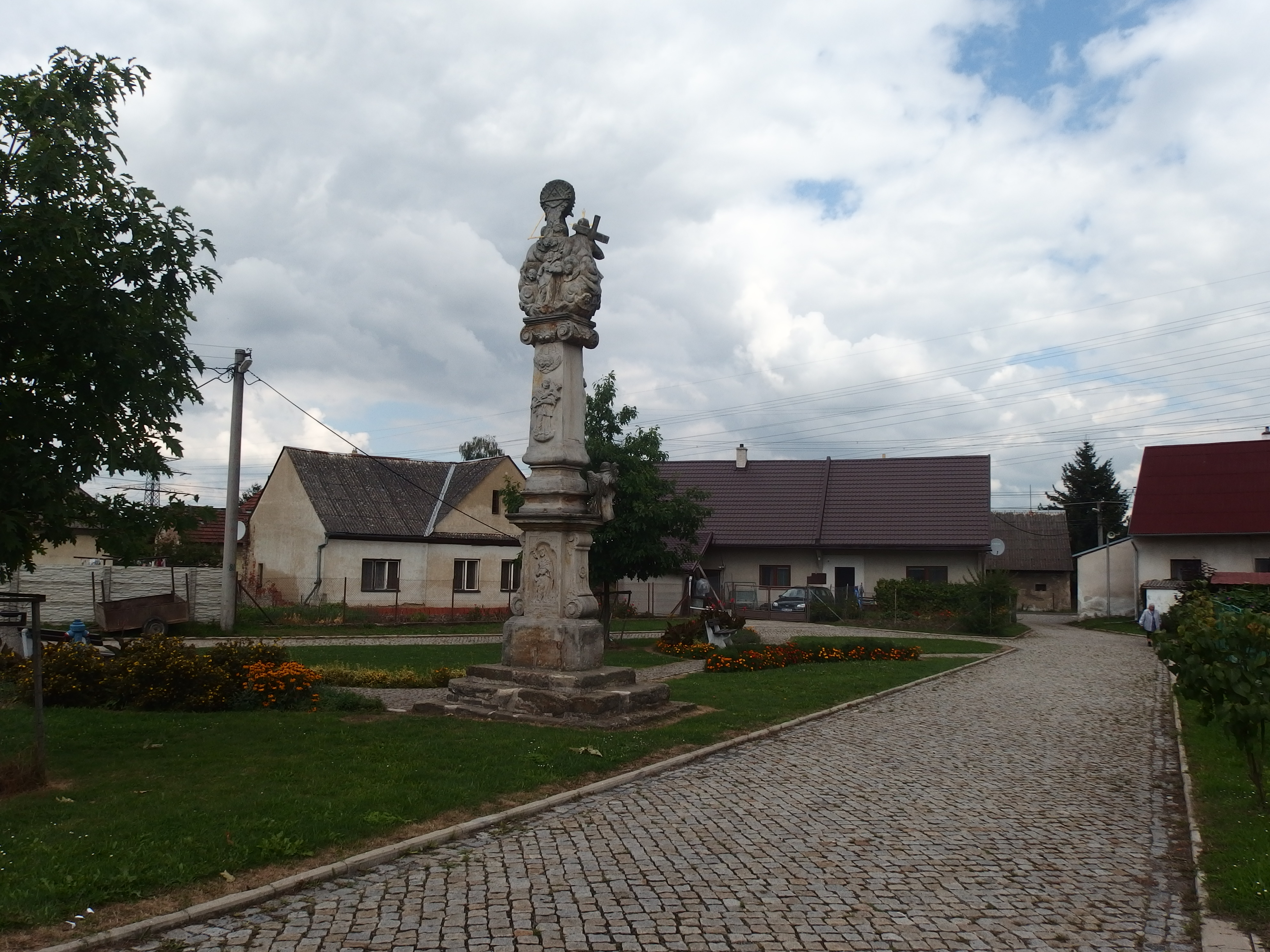
Třebařov, Dorfplatz

Třebařov liegt am Rand der Mirovská vrchovina (Mürauer Bergland) in Mähren, 8,5 Kilometer nördlich von Moravská Třebová und 14 Kilometer südöstlich von Lanškroun. Durch den Ort fließt der Bach Třebařovský potok. Nachbarorte sind Staré Město im Süden, Petrušov im Westen sowie Krasíkov und Koruna im Norden.

## Geschichte
1267 gründete Boresch II. von Riesenburg hier das Augustinerkloster Corona S. Mariae. Bei dieser Gelegenheit wurde der Ort erstmals erwähnt. Das Kloster erhielt im Dorf 20 Hufen Land.
1398 gehörte es zur Herrschaft in Moravská Třebová, vom 17. Jahrhundert bis 1875 zur Herrschaft Zábřeh. Die Siedlungen Groß- und Kleintriebendorf, Triebenhof, Legstang, Friedrichsthal und Neustift bildeten ab 1884 die Gemeinde Triebendorf. 1910 erhielt diese den Status einer Marktgemeinde. Neben landwirtschaftlichen Betrieben gab es hier eine Weberei, eine Mühle und einen Steinbruch.
Bei der Volkszählung 1930 hatte der Ort 1823 Einwohner (davon 47 Tschechen). Es war ein bis 1945 deutschsprachiges Waldhufendorf.
Nach dem Zweiten Weltkrieg wurden die Sudetendeutschen aus Triebendorf vertrieben. Ihr Vermögen durch das Beneš-Dekret 108 konfisziert und die katholische Kirche enteignet.

## Sehenswürdigkeiten
- Ruine des Augustinerklosters
- Kirche der Hl. Dreieinigkeit von 1769

## Söhne und Töchter der Stadt
- Hans Knirsch, deutschnationaler Politiker (1877–1933)